# Every Ocean Hughes
Every Ocean Hughes (Easton, Maryland, 1977), anteriormente conhecida como Emily Roysdon, é uma artista multimídia interdisciplinar que vive em Nova Iorque e Estocolmo. Também trabalha como escritora e ocupa atualmente o cargo de professora de arte na Konstfack, em Estocolmo, Suécia. Hughes utiliza vários meios, como performance, fotografia, gravura, texto e vídeo. Hughes faz curadoria e colabora para expressar sua visão artística.

## Educação
Hughes foi estudante de graduação na Hampshire College, onde se formou em 1999. Em 2002, concluiu o Programa de Estudos Independentes no Museu Whitney de Arte Americana. Obteve um mestrado em Belas Artes em Estúdio Interdisciplinar pela Universidade da Califórnia em Los Angeles, em 2006.

## LTTR
Em 2002, Hughes ajudou como cofundadora do coletivo feminista de artistas não binários e revista literária anual Lesbians To The Rescue (LTTR), que permaneceu ativa na comunidade de teoria da arte queer até 2008, juntamente com Ginger Brooks Takahashi e K8 Hardy. O LTTR se dedicava a “destacar o trabalho de comunidades radicais cujos objetivos são a mudança sustentável, o prazer queer e a produtividade feminista crítica”.

## Resistência extática
Hughes desenvolveu o conceito de “resistência extática” em 2009 para falar sobre o impossível e o imaginário na política. Em seu ensaio sobre o tema, Hughes afirma: “A resistência extática é um projeto, uma prática, uma filosofia parcial e um conjunto de estratégias. Ela desenvolve a posicionalidade do impossível juntamente com um apelo para rearticular o imaginário. A resistência extática trata dos limites da representação e da legibilidade — os limites do inteligível e as estratégias que minam as oposições hegemônicas. Ela quer falar sobre o prazer no domínio da resistência — sexualizando as estruturas modernas para centralizar a instabilidade e a plasticidade na vida, no viver e no eu. Trata-se da espera e da temporalidade da mudança. Resistência Extática quer pensar sobre tudo o que é impensável e indizível na ordem mundial eurocêntrica e falocêntrica.” Além de seu ensaio ter sido publicado na Grand Arts e na C Magazine de Toronto, o projeto também incluiu uma “prática, filosofia parcial, conjunto de estratégias e exposição(ões) coletiva(s)”, todas organizadas e com curadoria de Hughes.
As duas exposições simultâneas foram exibidas na Grand Arts (13 de novembro a 16 de janeiro de 2010) e na X Initiative em Nova Iorque (21 de novembro a 6 de fevereiro de 2010) e incorporaram a arte e a performance de Yael Bartana, Sharon Hayes, Matthew Lutz-Kinoy, My Barbarian, Jeanine Oleson, Ulrike Ottinger, Adrian Piper, Dean Spade e Craig Willse, A. L. Steiner, Rosa Barba, Juan Davila, Xylor Jane, My Barbarian em colaboração com Liudni Slibinai, Ulrike Muller, A. L. Steiner, Joyce Wieland, Leah Gilliam, Julianna Snapper, PIG/ Politically Involved Girls (Wu Ingrid Tsang, Zackary Drucker e Mariana Marroquin) e Ian White. Roberta Smith, do The New York Times, escreveu que “o título da Sra. Roysdon conota um espírito de ativismo zen, com o absurdo substituindo a ideologia, mas com a política ainda em cena”.

## Outras colaborações
Entre as muitas outras colaborações de Hughes estão o figurino para os coreógrafos Levi Gonzalez, Vanessa Anspaugh e Faye Driscoll, bem como a composição de letras para The Knife e JD Samson & MEN.

## Projetos individuais
Os projetos solo recentes incluem Help the Dead (2019), scenic, say (Kunsthalle Lissabon, Lisboa, 2017), Comedy of Margin Theatre (Secession, Viena, 2015) e Uncounted (2014–2017).

## Exposições de arte e festivais
O trabalho de Hughes foi apresentado em exposições individuais na Kunsthalle Lissabon, Lisboa (2017), Secession, Viena (2015), Participant Inc., Nova Iorque (2015) e no Berkeley Art Museum (2010).
O seu trabalho também foi apresentado na 11.ª Bienal de Gwangju, Coreia do Sul (2016), na Bienal de Sydney (2014), na Whitney Biennial, Nova Iorque (2010), e na Manifesta 8, Múrcia, Espanha (2010), bem como em exposições coletivas no Museu Serralves, Porto, Portugal (2017), no Instituto Kunst-Werke de Arte Contemporânea, Berlim (2016), no Museu de Arte Moderna, Nova Iorque (2014), no Moderna Museet, Malmö, Suécia (2014), no Instituto de Arte Contemporânea, Boston (2011), e no Museu Nacional Centro de Arte Reina Sofía, Madri (2010).

## Bolsas e prêmios
Hughes concluiu o Programa de Estudos Independentes do Museu Whitney em 2001 e um Mestrado Interdisciplinar em Belas Artes na UCLA em 2006. Recebeu bolsas e residências da Fundação Rema Hort Mann (2010), Franklin Furnace (2009), Wexner Center for the Arts (2009), Art Matters (2008), do Programa Internacional de Estúdios de Artistas na Suécia (IASPIS, 2008) e do Museu Hammer (2018–2019). Em 2012, Hughes foi finalista do Prêmio Future Generation Art.
Atualmente, Hughes é bolsista Mary I Bunting no Radcliffe Institute for Advanced Study.

## Obras em coleções permanentes
- Divisão Miriam e Ira D. Wallach de Arte, Gravuras e Fotografias da Biblioteca Pública de Nova Iorque
- Museu de Arte Moderna, Nova Iorque[13]

## Leituras adicionais
- Schneider, Rebecca (2014). «Remembering Feminist Remimesis: A Riddle in Three Parts». TDR (1988-). pp. 14–32. Consultado em 15 de agosto de 2025
- Aletti, Vince; Meyer, Richard; Opie, Catherine (2015). «Queer Photography?». Aperture. pp. 25–31. Consultado em 15 de agosto de 2025
- Grant, Catherine (2011). «Fans of Feminism: Re-writing Histories of Second-wave Feminism in Contemporary Art». Oxford Art Journal. pp. 265–286. Consultado em 15 de agosto de 2025
- Campbell, Andy (2015). «K8 Hardy». Aperture. pp. 104–109. Consultado em 15 de agosto de 2025